# 123 Dywizja Strzelecka (ZSRR)
123 Dywizja Strzelecka (ros. 123-я стрелковая дивизия) – związek taktyczny piechoty Armii Czerwionej.
Sformowana we wrześniu 1939 w Kalinińskim Okręgu Wojskowym na bazie 146 pułku strzeleckiego.

## Struktura organizacyjna
- 245 Pułk Strzelecki
- 255 Pułk Strzelecki
- 272 Pułk Strzelecki
- 495 Pułk Artylerii Lekkiej (do 21.09.1941)
- 323 Pułk Artylerii (do 13.09.1941)
- 495 pah (do 01.11.1941)
- 229 dappanc
- 347 baplot (213 daplot) do 12.05.1943
- 103 kr
- 257 bsap
- 242 bł (884 kł)
- 168 bmsan
- 130 kchem
- 142 ktransp
- 329 piekarnia polowa (85 samochodowa piekarnia polowa)
- 79 punkt weterynaryjny (od 01.11.1941)
- 407 stacja poczty polowej
- 196 kaza polowa